# 경기광주우체국
경기광주우체국(京畿廣州郵遞局)은 대한민국 과학기술정보통신부 우정사업본부 경인지방우정청 소속의 우편물 취급기관이다. 본래 대한민국 경기도 광주시 경안동에 있었으나 이후 대한민국 경기도 광주시 행정타운로 49-10으로 이전하였다. 종전의 광주우체국(廣州郵遞局)은 경안동우체국(京安洞郵遞局)으로 변경하였다.

## 역사
- 1917년 6월 17일: 경기광주우편취급소 개소
- 1942년 1월 28일: 경기광주우편국으로 개칭
- 1949년 8월 30일: 경기광주우체국으로 개칭
- 1951년 9월 27일: 경안리 53-7호로 청사이전
- 1971년 12월 15일: 사무관국으로 승격
- 1979년 2월 17일: 경안리 68-3호로 청사이전
- 1986년 12월 29일: 현청사로 신축이전
- 1997년 7월 7일: 과단위제로 직제개편
- 1999년 11월 1일: 집배광역화 완료
- 2000년 11월 20일: 감독국 관리기능 광역화로 직제명칭 변경
- 2001년 8월 1일: 경기남종우체국 폐국[1]
- 2001년 9월 1일: 경기광주분원우편취급소 신설[2]
- 2010년 11월 8일: 우편구역을 경기 광주시 전 지역으로 고시[3]
- 2012년 9월 3일: 행정타운로 49-10으로 청사 이전 개축
- 2013년 1월 31일: 경기광주태전우편취급국 위탁계약 해지[4]
- 2014년 1월 1일: 우편구역을 다음과 같이 고시[5]

| 배달국         | 배달구역             | 구역번호      |
| -------------- | -------------------- | ------------- |
| 경기광주우체국 | 경기도 광주시 전지역 | 12700 ~ 12819 |

- 2015년 7월 1일: 서기관국으로 승격
- 2021년 4월 1일 : 남한산성우편취급국 폐국[6]

## 관할 우체국
| 우체국명               | 사진 | 주소                                    | 비고                |
| ---------------------- | ---- | --------------------------------------- | ------------------- |
| 경기광주분원우편취급소 |      | 경기도 광주시 남종면 분원리 430-9       | 2001년 9월 1일 신설 |
| 경기광주태전우편취급국 |      | 경기도 광주시 고불로 109-9(태전동)      |                     |
| 경기남종우체국         |      | 경기도 광주시 남종면 분원리 64          | 2001년 8월 1일 폐국 |
| 경안동우체국           |      | 경기도 광주시 중앙로 123(경안동)        |                     |
| 곤지암우체국           |      | 경기도 광주시 곤지암읍 곤지암로 56      |                     |
| 남한산성우편취급국     |      | 경기도 광주시 남한산성면 남성산성로 767 | 2021년 4월 1일 폐국 |
| 도척우체국             |      | 경기도 광주시 도척면 노곡로 47-7        |                     |
| 오포우체국             |      | 경기도 광주시 오포로 698                |                     |
| 초월우체국             |      | 경기도 광주시 초월면 경충대로 1243-9    |                     |
| 퇴촌우체국             |      | 경기도 광주시 퇴촌면 광동로 29          |                     |

## 조직
- 경영지도실
- 우편물류과
- 영업과